# Trumpetbusksläktet
Trumpetbusksläktet (Tecoma) är ett växtsläkte i familjen katalpaväxter med cirka 10 arter. De förekommer naturligt från södra USA till Centralamerika, Västindien och Sydamerika, samt en art i södra Afrika. Flera arter är vanliga prydnadsväxter i varma länder.